# Riolunato
Riolunato – miejscowość i gmina we Włoszech, w regionie Emilia-Romania, w prowincji Modena.
Według danych na rok 2004 gminę zamieszkiwało 738 osób, 16,4 os./km².